# Paul Goldberger
Pour les articles homonymes, voir Goldberger.
Paul Goldberger, né le 4 décembre 1950 à Passaic, est un critique d'architecture américain.

## Biographie
De 1997 à 2011, il est notamment critique d'architecture pour The New Yorker. Il est également titulaire de la chaire Joseph Urban d'architecture à la New School de New York. Il était auparavant doyen de la Parsons The New School for Design.
Il a reçu le prix Pulitzer de la critique en 1984.